# Tiffany Trump
Tiffany Ariana Trump, född 13 oktober 1993 i West Palm Beach i Florida, är en amerikansk före detta fotomodell. Hon är dotter till Donald Trump och Marla Maples.

## Biografi
Tiffany Trump är Donald Trumps enda barn med sin andra maka, skådespelerskan Marla Maples. Hon växte upp hos sin mor i Kalifornien. Hon har tre äldre halvsyskon, Don Jr., Ivanka och Eric, från Donald Trumps första maka, Ivana och en yngre halvbror, Barron, från Trumps tredje maka, Melania.
Tiffany Trump började sina akademiska studier vid University of Pennsylvania, där hon 2016 avlade en kandidatexamen (B.A.) i sociologi. Därefter avlade hon juristexamen vid George Washington University 2020.
År 2011 gav Tiffany Trump ut musiksingeln Like a Bird. I en intervju med Oprah Winfrey i The Oprah Winfrey Show sa hon att hon ville satsa heltid på sin musikkarriär.
Tiffany Trump har arbetat på tidningen Vogue och var modell vid Andrew Warren fashion show under New York Fashion Week 2016.
Tiffany Trumps far Donald Trump lanserade sin presidentkampanj 2016 formellt den 16 juni 2015. Under presidentvalet 2016 deltog hon med sin far och andra medlemmar av Trump-familjen vid ett par kampanjtal. Hon höll ett tal vid 2016 års republikanska nationella konvent på konventets andra kväll.

## Privatliv
I januari 2021 offentliggjorde Tiffany Trump att hon förlovat sig med Michael Boulos, en nigeriansk-amerikansk affärsman. De gifte sig den 12 november 2022.